# ANKZF1
ANKZF1‏ (Ankyrin repeat and zinc finger domain containing 1) هوَ بروتين يُشَفر بواسطة جين ANKZF1 في الإنسان.